# Кубок Еміра Катару з футболу 2020
Кубок Еміра Катару з футболу 2020 — 48-й розіграш головного кубкового футбольного турніру у Катарі. Титул володаря кубка здобув Ас-Садд.

## Календар
| Раунд      | Дата               | Матчі | Клуби  |
| ---------- | ------------------ | ----- | ------ |
| 1/8 фіналу | 5-8 лютого 2020    | 8     | 16 → 8 |
| 1/4 фіналу | 11-14 березня 2020 | 4     | 8 → 4  |
| 1/2 фіналу | 30-31 жовтня 2020  | 2     | 4 → 2  |
| Фінал      | 18 грудня 2020     | 1     | 2 → 1  |

## 1/8 фіналу
| Команда 1     | Рахунок       | Команда 2         |
| ------------- | ------------- | ----------------- |
| 5 лютого 2020 |               |                   |
| Ас-Сайлія     | 2:1           | Умм-Салаль        |
| Ар-Райян      | 4:0           | Аль-Месаймеер (2) |
| 6 лютого 2020 |               |                   |
| Ас-Садд       | 3:1           | Аль-Харітіят (2)  |
| Аль-Духаїль   | 4:0           | Аль-Муайдар (2)   |
| 7 лютого 2020 |               |                   |
| Аш-Шаханія    | 0:0 пен. 9:10 | Аль-Вакра         |
| Аль-Аглі      | 2:1           | Катар СК          |
| 8 лютого 2020 |               |                   |
| Аль-Арабі     | 2:2 пен. 4:3  | Аль-Хор           |
| Аль-Гарафа    | 0:1           | Аль-Мархія (2)    |

## 1/4 фіналу
| Команда 1       | Рахунок      | Команда 2 |
| --------------- | ------------ | --------- |
| 11 березня 2020 |              |           |
| Аль-Арабі       | 3:0          | Аль-Аглі  |
| 12 березня 2020 |              |           |
| Аль-Мархія (2)  | 1:0          | Ар-Райян  |
| 13 березня 2020 |              |           |
| Аль-Вакра       | 2:2 пен. 1:4 | Ас-Садд   |
| 14 березня 2020 |              |           |
| Аль-Духаїль     | 4:0          | Ас-Сайлія |

## 1/2 фіналу
| Команда 1      | Рахунок | Команда 2 |
| -------------- | ------- | --------- |
| 30 жовтня 2020 |         |           |
| Аль-Мархія (2) | 0:2     | Аль-Арабі |
| 31 жовтня 2020 |         |           |
| Аль-Духаїль    | 1:4     | Ас-Садд   |

## Фінал
| Команда 1      | Рахунок | Команда 2 |
| -------------- | ------- | --------- |
| 18 грудня 2020 |         |           |
| Ас-Садд        | 2:1     | Аль-Арабі |